# ランボルギーニ・レヴェルト
もしかして
- ランボルギーニ・レヴエルト

ではありませんか？